# Simonne Janssens-Vanoppen
Simonne Janssens-Vanoppen (Heusden, 8 mei 1944) is een voormalig Vlaams volksvertegenwoordiger.

## Levensloop
Janssens-Vanoppen werd beroepshalve lerares, onder meer aan het Koninklijk Instituut voor Doven en Spraakgestoorden, en werd daarna in 1979 huismoeder. Als moeder van een doof en autistisch kind werd ze tevens actief in verschillende verenigingen voor ouders van kinderen met een mentale of fysieke beperkingen zoals autisme, doofheid en spraakstoornissen.
Voor de Volksunie werd ze bij de gemeenteraadsverkiezingen van oktober 1982 verkozen tot gemeenteraadslid van Heusden-Zolder, een mandaat dat ze uitoefende tot in mei 2020. Van 1983 tot 1988 was ze er OCMW-voorzitter en van 1989 tot 2000 en van 2004 tot 2006 schepen, waarbij ze onder bevoegd was voor Onderwijs, Tewerkstelling, Lokale Economie en Toerisme. Tevens was ze van 1991 tot 1994 provincieraadslid van Limburg.
Na de tweede rechtstreekse Vlaamse verkiezingen van 13 juni 1999 volgde ze midden juli 1999 Vlaams minister Johan Sauwens op als Vlaams volksvertegenwoordiger voor de kieskring Hasselt-Tongeren-Maaseik. In het Vlaams Parlement was ze lid van de commissie Welzijn, Volksgezondheid en Gezin. Ze verdween uit het Vlaams Parlement toen Johan Sauwens op 10 mei 2001 ontslag nam als Vlaams minister en zijn mandaat van Vlaams volksvertegenwoordiger weer opnam.
Na het uiteenvallen van de Volksunie koos ze in 2002 ervoor om lid te worden van spirit. Later stapte ze echter over naar de N-VA.